# K3 League Advance
Die K3 League Advance war die höchste Spielklasse der K3 League gewesen. In ihr spielten nur K3-League-Mitglieder. 2019 war sie eine Halbprofessionell betriebene Fußballliga. Ende 2019 wurde sie zugunsten einer neuen K3 League aufgelöst.

## Geschichte

### Vorgeschichte
Gegründet wurde die Liga im Jahr 2007 unter den Namen K3 League. Vor der Gründung der Liga gab es viele Amateurmannschaften, die der KFA beitreten wollten und in einer ihrer Ligen mitspielen wollten. Viele Amateurmannschaften hatten allerdings das Problem, dass sie die finanzielle Voraussetzung nicht erfüllen konnten. Meist wurden nur Amateurmannschaften, die von Stadtverwaltungen oder von Großen Firmen unterstützt worden in die KFA aufgenommen. Mannschaften, die diese Unterstützung nicht hatten, hatten praktisch keine Chance die Anforderungen der KFA zu erfüllen. Die KFA entschied daher, eine Liga zu gründen, in der die Mannschaften, die finanziell die Anforderungen nicht stemmen konnten spielen konnten. Die Anforderungen für den Beitritt in diese Liga wurden extra so angepasst, dass es für Amateurmannschaften stemmbar wurde, ihr beitreten zu können.

### Erste Jahre
In den ersten Jahren wurde die Liga in einem Hin- und Rückrunden-System ausgetragen. Wie in der Korea National League, qualifizierten sich die besten zwei Mannschaften ihrer Runden für die Meisterschaft. Erster Meister wurde Seoul United FC. In den darauffolgenden Jahren traten immer mehr Vereine der K3 League bei. Im ersten Jahr nahmen 10 Mannschaften am Ligaspielbetrieb teil und in der darauffolgenden Saison schon 16 Mannschaften. 2009 nahmen sogar 17 Mannschaften am Ligaspielbetrieb teil. Ab der Saison 2011 wurde ein Ligapokal mit den Mitgliedern der K3 League ausgetragen.

### Weiterfolgende Jahre und aufkommende Probleme
In den weiteren Jahren, konnten einige Mannschaften sogar Halbprofi- und Profispieler verpflichten. Dadurch entstand aber ein starker Qualitätsunterschied. Der erste Meister der K3 League, Seoul United schaffte es nicht mehr wie andere Vereine, an alte Erfolge anzuknüpfen. Tiefpunkt war die Saison 2015, als der Verein Seoul Martyrs FC in 25 Spielen keinen Punkt holen konnte und 284 Gegentore hinnehmen musste.

### Reformierung der K3 League
Die K3-League-Mitglieder entschieden aufgrund des großen Qualitätsunterschiedes, dass ein Zwei-Ligen-System in der K3 League aufgebaut werden sollte. In der Saison 2016 wurde sportlich entschieden, wer in der ersten Liga bleibt und wer in die neugegründete zweite Liga gehen wird.

### Weg in den Halbprofifußball
Durch die Pläne der KFA, wonach die beiden K3 Ligen ab 2020 die neuen Halbprofiligen bilden sollen, arbeitet die K3 League gerade an der Ligenumwandlung vom Amateurfußball, hin zum Halbprofifußball. Dazu wurde ein 6-Punkte-Plan erarbeitet der zum Ziel hat, die K3 League erfolgreich in eine Halbprofiliga umzuwandeln. Anfang 2018 wurde der erste Punkt vom Plan umgesetzt. Seit Anfang 2018 ist festgeschrieben, dass Advance-Mannschaften mindestens 3 Spielern ein Jahresgehalt zahlen müssen und dass Basic-Mannschaften mindestens 1 Spieler ein festes Jahresgehalt zahlen müssen. Die Spielzeit 2019 wird zum ersten Mal als halbprofessionell betriebene Fußballliga ausgetragen. Ende 2019 wurde sie zugunsten einer neuen K3 League aufgelöst.

## Probleme der Liga
Neben den enormen Qualitätsunterschied, hatte die K3 League mit Korruption zu kämpfen. Seoul Pabal FC konnte nachgewiesen werden, dass ihre Spiele gekauft wurden. Nachdem dies bekannt geworden war, wurde allerdings der Verein aus der K3 League verbannt. Außerdem hatten einige Mannschaften finanzielle Probleme, sodass sie sich aus der K3 League zurückziehen mussten. Einer dieser Vereine war Changwon United FC.

## Ligennamen-Geschichte
- 2007–2010: K3 League
- 2011–2013: Challengers League
- 2014: K3 Challengers League
- 2015–2016: K3 League
- 2017–2019: K3 League Advance

## Teilnehmende Mannschaften 2019
In der Saison 2019 spielen folgende Mannschaften in der K3 League Advance:
| Verein                 | Stadt                  | Ligabeitritt           | Heimspielstätte               |
| K3 League Advance 2019 | K3 League Advance 2019 | K3 League Advance 2019 | K3 League Advance 2019        |
| ---------------------- | ---------------------- | ---------------------- | ----------------------------- |
| Cheongju FC            | Cheongju               | 2019                   | Cheongju-Stadion              |
| Chuncheon FC           | Chuncheon              | 2010                   | Chuncheon-Stadion             |
| Gimpo Citizen FC       | Gimpo                  | 2013                   | Gimpo-Stadion                 |
| Gyeongju Citizen FC    | Gyeongju               | 2008                   | Gyeongju-Stadion              |
| Hwaseong FC            | Hwaseong               | 2013                   | Hwaseong-Stadion              |
| Icheon Citizen FC      | Icheon                 | 2009                   | Icheon-Stadion                |
| Siheung Citizen FC     | Siheung                | 2019                   | Siheung-Stadion               |
| Chungju Citizen FC     | Chungju                | 2019                   | Chungju-Sportstadion          |
| FC Pocheon             | Pocheon                | 2008                   | Pocheon-Stadion               |
| Pyeongtaek Citizen FC  | Pyeongtaek             | 2017                   | Sosabeol-Reports-Town-Stadion |
| Paju Citizen FC        | Paju                   | 2012                   | Paju-Stadion                  |
| Yangpyeong FC          | Yangpyeong             | 2015                   | Yangpyeong-Stadion            |

## Meister der K3 League
| K3 League         | K3 League           | K3 League                       |
| Spielzeit         | Meister             | Vizemeister                     |
| ----------------- | ------------------- | ------------------------------- |
| 2007              | Seoul United FC     | Hwaseong Shinwoo Electronics FC |
| 2008              | Yangju Citizen FC   | Hwasung Shinwoo Electronics FC  |
| 2009              | FC Pocheon          | Gwangju Gwangsan FC             |
| 2010              | Gyeongju Citizen FC | Samcheok Shinwoo Electronics    |
| 2011              | Gyeongju Citizen FC | Yangju Citizen FC               |
| 2012              | FC Pocheon          | Chuncheon FC                    |
| 2013              | FC Pocheon          | Paju Citizen FC                 |
| 2014              | Hwaseong FC         | FC Pocheon                      |
| 2015              | FC Pocheon          | Gyeongju Citizen FC             |
| 2016              | FC Pocheon          | Cheongju City FC                |
| K3 League Advance |                     |                                 |
| Spielzeit         | Meister             | Vizemeister                     |
| 2017              | FC Pocheon          | Cheongju City FC                |
| 2018              | Gyeongju Citizen FC | Icheon Citizen FC               |
| 2019              | Hwaseong FC         | Yangpyeong FC                   |

## Liga-Sponsoren
- 2007: kein Sponsoring
- 2008–2014: Daum